# Hintergnadenalm
Hintergnadenalm este o arie protejată (arie specială de conservare — SAC, sit de importanță comunitară — SCI) din Austria întinsă pe o suprafață de 3,39 ha, integral pe uscat.

## Localizare
Centrul sitului Hintergnadenalm este situat la coordonatele 47°15′16″N 13°29′50″E / 47.2544°N 13.4971°E.

## Înființare
Situl Hintergnadenalm a fost declarat sit de importanță comunitară în decembrie 2018 pentru a proteja 1 specie de plante. Situl a fost protejat și ca arie specială de conservare în februarie 2021.

## Biodiversitate
Situată în ecoregiunea alpină, aria protejată nu include niciun habitat protejat.
La baza desemnării sitului se află o specie protejată de  plante: Tayloria rudolphiana.